# Gmina Ryki
Die Gmina Ryki ist eine Stadt-und-Land-Gemeinde im Powiat Rycki der Woiwodschaft Lublin in Polen. Ihr Sitz ist die gleichnamige Stadt mit etwa 9800 Einwohnern.

## Gliederung
Zur Stadt-und-Land-Gemeinde gehören neben der Stadt Ryki folgende 30 Ortschaften mit einem Schulzenamt:
Bobrowniki
Brusów
Budki-Kruków
Chrustne
Chudów-Nowiny
Edwardów
Falentyn
Janisze
Karczmiska
Kleszczówka
Krasnogliny
Lasocin
Lasoń
Moszczanka
Niwa Babicka
Nowa Dąbia
Nowy Bazanów
Nowy Dęblin
Ogonów
Oszczywilk
Ownia
Podwierzbie
Potok
Rososz
Sędowice
Sierskowola
Stara Dąbia
Stary Bazanów
Swaty
Zalesie
Weitere Orte der Gemeinde sind Kazimierzyn, Sędowice (kolonia) und Zalesie-Kolonia.